# Giraffa jumae
Giraffa jumae es una especie extinta de mamífero de la familia Giraffidae. La especie habitó desde lo que es hoy Malaui hasta Chad aunque también se especula que pudo haber vivido en Turquía. El primer espécimen fue descubierto por Louis Leakey en la década de 1930.  El espécimen fue encontrado junto con otros como un Ceratotherium simum, Suidae, Metridiochoerus andrewsi, un Hippopotamus gorgops, y una mandíbula casi completa de hipopótamo pigmeo.
La especie es considerada un posible ancestro de la jirafa moderna, Giraffa camelopardalis.